# Ninnie Aldergren
Ninnie Aldergren, född 10 november 1930 i Söderby-Karl, är en svensk direktör.
Hon tog fil. kand. 1974 och var forskningsstudent vid Uppsala universitet sedan 1982. Hon var sekreterare vid Studieförbundet Näringsliv och Samhälle 1953-1958, sekreterare och redigerare vid Rationellt Näringsliv/Imar-consult 1958-1965, var sedan avdelningschef där 1965-1968, vidare personalchef 1968-1971. 1972-1978  var hon utbildningsledare på Svenska Handelsbanken, senare utbildningschef där 1978-1983, vidare personaldirektör 1983-1986. Från 1987 var hon organisationskonsult på Inter-Look AB.
Hon är dotter till Albin Eriksson och Greta, född Karlsson.